# Paraje Natural de Sierra Alhamilla
El Paraje Natural de Sierra Alhamilla es un espacio natural protegido de la provincia de Almería declarado como tal en 1989. Ocupa un total de 8500 hectáreas y comprende los términos municipales de Almería, Rioja, Níjar, Pechina, Tabernas y Lucainena de las Torres. 
El interés del paraje se centra en un bosque de encinas bien conservado en un entorno árido, cerca de la ciudad de Almería que supone un pulmón para la misma. Existe una variada cantidad de aves, destacando las rapaces.

## Población
Dentro del paraje no existe ningún núcleo de población, encontrándose cortijos aislados, la mayoría abandonados. Antiguamente, la zona era usada para la ganadería extensiva, por ello predominan los grandes propietarios. Solamente cinco poseen el 34% de todo el espacio protegido.

## Límites
Partiendo de la Loma del Puntal, a 617 metros sobre el nivel del mar, en dirección nornoroeste, por el camino forestal que la une al Caserío de Foloque, Collado Blanco y Caserío Marchante; desde aquí en línea recta hasta el límite intermunicipal de Turrillas y Tabernas, a 200 m al Norte del Cerro de los Álamos.
Desde el punto anterior en dirección sur, por el límite de municipios antes citado hasta su intersección con el carril de los Manuelos, el cual sigue en dirección este y posteriormente sur, dejando a su izquierda la Loma del Perro, con una cota de 1.086 metros, hasta encontrar la línea de términos de Turrillas y Níjar; continúa por ella en dirección al pico Colativí, que se alza a 1.387 m, hasta la línea intermunicipal entre Almería y Níjar, siguiendo por esta última en dirección sur hasta el cortijo de la Viñicas.
Desde aquí, por la senda que bordea el Collado del Oro por su lado Norte, pasando por los cortijos del Marchal de Fuentes, Collado del Aire y del Infierno hasta los Baños de Sierra Alhamilla; desde aquí en línea recta hasta el cerro de la Mina, de 515 metros de altitud.
Desde el punto anterior en línea recta y en dirección norte hasta la cumbre de la Comarca del Puntal.

## Climatología
El clima del paraje pertenece al mediterráneo subárido, con precipitaciones que oscilan entre  300 y 350 mm anuales. La mayoría de estas precipitaciones se concentran en otoño, siendo el mínimo entre mayo y septiembre, teniendo una indigencia total de precipitaciones en el mes de julio. La temperatura media anual es de 14 °C. Las mínimas llegan a los -7 °C en las zonas más altas, mientras que las máximas tornas sobre los 35 °C. Suelen producirse 2 o 3 nevadas al año. Deben destacarse los episodios de precipitación de lluvias ocultas formadas por el aire húmedo de origen marino, que al ascender en altura, se condensa en forma de nubes, que a veces duran varios días en invierno. Estas precipitaciones son fundamentales para el desarrollo y supervivencia de muchas plantas.

## Fauna
Destaca la ingente variedad de aves, ya que se trata de una Zona de Especial Protección para las Aves (ZEPA) que ocupa la misma extensión que el paraje. Destacan entre ellas el piquituerto, búho real,el cernícalo, halcón peregrino o el águila perdicera. Se encuentra también una serie de importantes aves estepáricas como la cogujada común, el camachuelo trompetero, la alondra de Dupont o la ortega. Hay una cantidad de rapaces nocturnas representadas por el autillo, el mochuelo y la lechuza común.En el paraje pueden observarse rapaces de paso entre las que destacan el aguilucho cenizo, el águila culebrera, el milano negro, incluso algún buitre leonado. Hay una gran presencia de jabalíes y recientemente se ha establecido la cabra montés. Los carnívoros son más escasos: ginetas, tejones, garduñas o comadrejas, entre otras especies. Destacan mamíferos pequeños como el lirón careto o el murciélago de herradura que habitan en los troncos de las encinas.

## Flora
Su condición de oasis boscoso —entre el Desierto de Tabernas, zona más árida de Europa, y la Bahía de Almería— le confiere gran relevancia ecológica. Dado su valor como ecosistema, es uno de los Lugares de Importancia Comunitaria de Almería, declarándose en 2016 como Zona especial de conservación,ocupando la misma extensión del paraje,además del relicto bosque de encinas, su interés medioambiental por los matorrales de entornos semiáridos y por el interés biogeográfico de su flora en la que se encuentran cinco especies vulnerables.
Posee un interesante bosque de encinas por encima de los 800 metros de altitud en la cara norte y cerca de los 1.100 metros en la cara sur, acompañado de coscojas y pinares de repoblación. En el encinar es posible encontrar el torvisco y la rubia.En las cumbres abunda el lastonar y aparece la jara pringosa. En los pisos más bajos dominan los retamares y los jarales, así como la abundante presencia de palmitos, espino negro y acebuches.

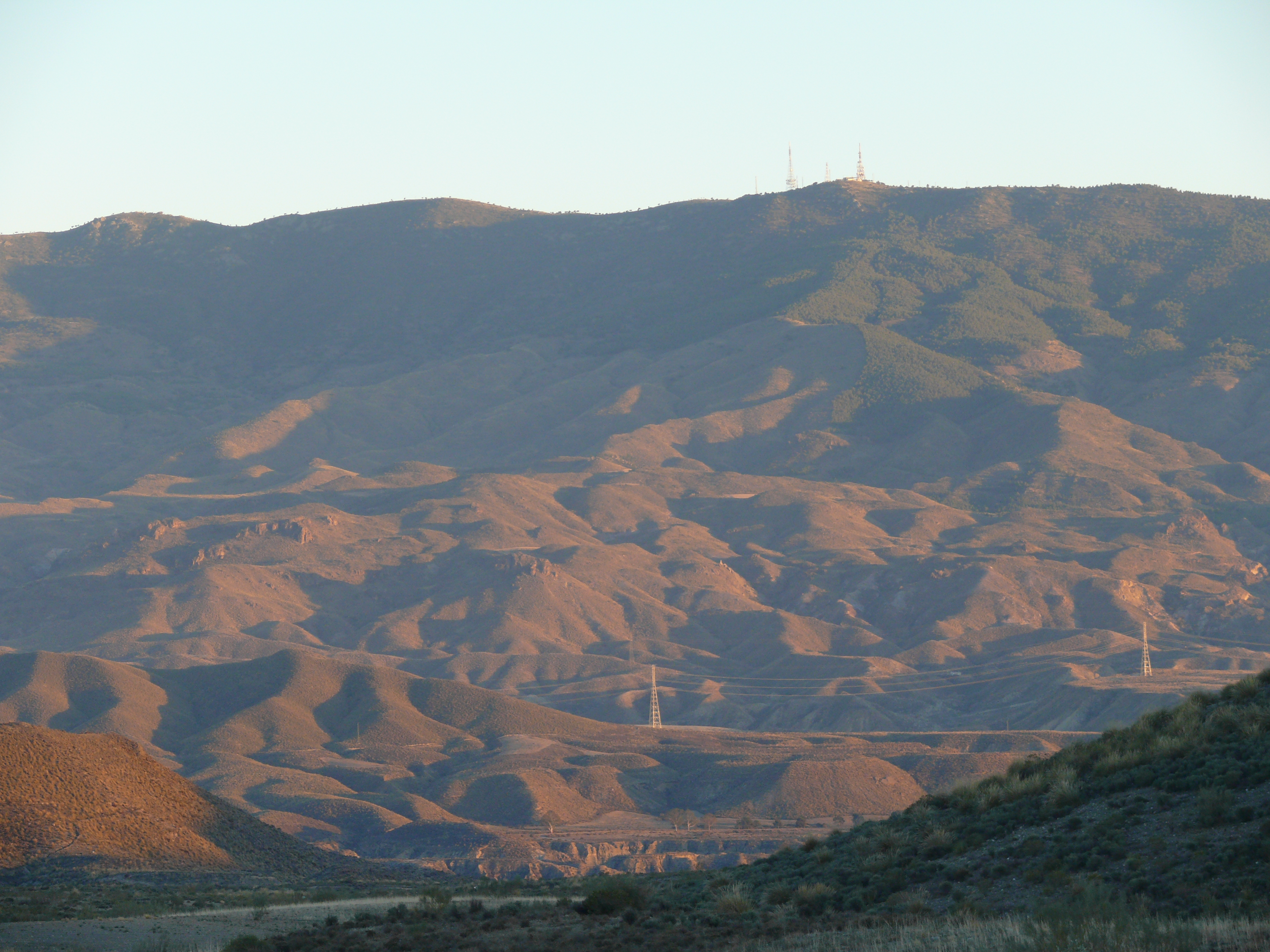
Cara norte de Sierra Alhamilla